# Johann Christoph Hoffbauer
Pour les articles homonymes, voir Hoffbauer.
Johann Christoph Hoffbauer est un philosophe allemand, né à Bielefeld le 19 mai 1766, mort à Halle le 4 août 1827. 
Il fit ses études dans sa ville natale, puis à Halle, où l'antikantien Eberhard fit sur lui une vive impression. En 1794, il fut nommé professeur suppléant de philosophie et en 1799 professeur titulaire. Il eut d'abord un grand succès mais, atteint de surdité, il fut obligé à la retraite.
Il s'abandonna alors à des manies que favorisait un usage immodéré du vin, et vécut entouré d'un grand nombre de chiens dont il faisait la psychologie. C'est la philosophie de Kant qui exerça sur son esprit la plus forte influence; il subit aussi celle de Baumgarten et de Lambert. 

## Œuvres
- Analytik der Urtheile und Schlüsse (1792)
- Anfangsgründe der Logik (1794)
- Uebersicht des Vorzuglichsten, was seit 1781 für die Logik geleistetist (1795);
- Ueber die Analysis in der Philosophie (1840)
- Versuch über die sicherste und leichteste Anwendung der Analysais in den philosophischen Wissenschaften (1810);
- Naturlehre der Seele in Briefen (1796);
- Untersuchungen über Krankheiten der Seele (1802);
- Die Psychologie in ihren Hauptanwendungen auf die Rechtspflege (1808)
- Grundriss der Erfahrungs-Seelenlehre (1810);
- Anfangsgründe der Moralphilosophie (1798);
- Naturrecht aus dem Begriffe des Rechts entwickelt (1793)
- Allgemeines Staatsrecht (1797), critique de la théorie du droit de Kant.